# Государственная библиотека Гориции
Государственная библиотека Исонтины в Гориции (итал. Biblioteca Statale Isontina di Gorizia) — публичная библиотека, расположенная в городе Гориция (Фриули — Венеция-Джулия); ведёт свою историю от книжной коллекции местной иезуитской коллегии, существовавшей с 1629 по 1773 год, и переданной правительству эрцгерцогини Марии Терезии Австрийской после роспуска ордена. Библиотека получила значительные повреждения как во время Наполеоновских войн и французской оккупации региона в 1810 году, так и во время Первой и Второй мировых войн.

## История
В 1780 году бывшая библиотека иезуитов была передана местному отделению ордена пиаристов, в собственности которых она оставалась до 1810 года. Была открыта для широкой публики в 1825 году, а в 1967 — получила своё современное название. В начале Первой мировой войны часть книжных собраний была переведена в Грац: книги, оставшиеся в городе, были повреждены или уничтожены. После перехода контроля над городом к итальянским войскам, часть собрания была перевезена во Флоренцию и размещена в библиотеке Лауренциана. Собрание вернулось в Горицию в 1919 году.
Сегодня находится в ведении Министерства культурного наследия Италии. По особому соглашению с местными властями, обновленному в 1919 году, в библиотеке хранятся и материалы муниципалитета Гориции. По состоянию на 31 декабря 2017 года в библиотеке хранилось 416 908 книг.